# 공수부대 목록
이 문서는 각 나라별로 낙하산병, 공중강습부대를 포함하여 공수능력을 갖춘 공수부대의 목록이다.

## 가봉
- 제1공수연대

## 그리스
- 육군
  - 제1강습낙하산여단
  - 제71공중기동여단
- 해군
  - 수중폭파사령부
- 공군
  - 제31탐색구조작전비행대대 "아킬레우스"

## 남아프리카 공화국
- 제44낙하산연대; 여단: 1978-1999, 연대: 2000-현재

## 네덜란드
- 제11공중기동여단

## 대한민국
- 제1공수특전여단
- 제3공수특전여단
- 제7공수특전여단
- 제9공수특전여단
- 제11공수특전여단
- 제13특수임무여단
- 제7강습대대
- 해병대 공정대대

## 독일

### 제3제국/나치 독일
- 야전군
  - 제1강하군
- 군단
  - 제1강하엽병군단; 1943년 ~ 1945년
  - 제2강하엽병군단; 1943년 ~ 1945년
- 사단
  - 제1강하엽병사단
  - 제1강하기갑사단 헤르만 괴링
  - 제2강하엽병사단
  - 제2강하기갑척탄병사단 헤르만 괴링
  - 제3강하엽병사단
  - 제4강하엽병사단
  - 제5강하엽병사단
  - 제6강하엽병사단
  - 제7강하엽병사단 "에르트만"; 1944년 ~ 1945년
  - 제8강하엽병사단
  - 제9강하엽병사단
  - 제10강하엽병사단
  - 제11강하엽병사단
  - 제20강하엽병사단
  - 제21강하엽병사단
  - 제22착륙사단
- 여단
  - 람케 강하엽병여단

### 동독/독일 연방
- 사단
  - 공중기동작전사단
  - 신속전력사단
  - 제1공수사단
- 여단
  - 제1공수여단

### 동독/국가인민군
- 제40항공돌격연대

## 러시아
- 제7근위공중강습사단
- 제76근위공중강습사단
- 제98근위공수사단
- 제106근위공수사단
- 제11근위공수여단
- 제31근위공수여단
- 제56근위공수여단
- 제83근위공수여단
- 제242훈련소
- 제38근위공수통신여단
- 제45근위스페츠나츠여단
- 제247근위공중강습연대
- 제345독립근위공수연대

## 맥시코
- 낙하산소총병여단; 1969년 ~ 현재

## 미국
- 육군
  - 제18(XVIII)공수군단
  - 제82공수사단
  - 제101공수사단 (공중강습)
  - 제25보병사단, 4여단전투단
  - 제173공수여단전투단
  - 제75레인저연대
  - 그린베레
  - 델타포스
- 해군
  - 네이비실
    - 제1해군특수전단
    - 제2해군특수전단
    - 제11해군특수전단
    - 해군 특수전개발단 (실 6팀)
- 공군
  - 제24특수작전단
  - 제190특수작전단
  - 제352특수작전단
  - 제353특수작전단
- 해병대
  - 포스리컨중대
  - 해병 레이더연대

## 방글라데시
- 낙하산코만도여단; 2016-현재

## 벨기에
- 특전단
- 벨기에 육군
  - 특수작전연대; 1948년 ~ 현재
  - 즉각대응반
    - 제1낙하산대대 (벨기에); 1946년 ~ 2011년
    - 제2코만도대대 (벨기에); 1945년 ~ 현재
    - 제3낙하산대대 (벨기에); 1950년 ~ 현재
    - 제4코만도대대 (벨기에); 1970년 ~ 1979년
    - 낙하산코만도 야전포병포대; 1973년 ~ ?
    - 낙하산코만도 대전차중대; 1963년 ~ 1994년

## 벨라루스
- 제5스페츠나츠여단
- 제38별동근위공중강습여단
- 제38별동근위공수여단

## 불가리아
- 불가리아 육군
  - 제68특전여단
- 불가리아 해군
  - 제63해군특전정찰분견대 "흑해 상어"

## 브라질
- 브라질 육군
  - 특수작전사령부
  - 낙하산여단
- 해군
  - 전투잠수부전단
  - 해군보병특수작전대대
- 공군
  - 공수구조전대

## 비엣남
- 프랑스령 인도차이나, 비엣남 국군
  - 제1베트남인낙하산대대
  - 제3베트남인낙하산대대
  - 제5베트남인낙하산대대
  - 제6베트남인낙하산대대
  - 제7베트남인낙하산대대
- 베트남 공화국 공수사단

## 스리랑카
- 공중기동여단; 1966년 ~ 현재

## 아르헨티나
- 제4낙하산여단

## 알제리
- 제17공수사단
- 제25정찰연대

## 앙골라
- 특전여단(Brigada de Forças Especiais)

## 영국
- 제1공수군단
- 제1공수사단
- 제6공수사단
- 제16공수사단
- 제1착륙여단
- 제1낙하산여단

영국 공수부대의 문장 "페가서스"

- 제2낙하산여단; 1942년 ~ 1948년
- 제3낙하산여단
- 제4낙하산여단
- 제5공수여단; 1982년 ~ 1999년
- 제5낙하산여단
- 제6낙하산여단
- 제16낙하산여단; 1948년 ~ 1977년
- 제16공중강습여단
  - 왕립기마포병 제7낙하산연대
- 제24(공중기동)여단; 1945년 ~ 1999년
- 제44낙하산여단
- 낙하산연대

## 오스트리아
- 국군
  - 엽병사령부
- 육군
  - 제25엽병대대

## 오스트레일리아
- 오스트레일리아 특수작전사령부
  - SAS 연대
  - 제1코만도연대
  - 제2코만도연대
- 육군
  - 제1낙하산대대; 1943-1946
  - 왕립 오스트레일리아 연대
    - 3대대
    - 4대대

  - 왕립 오스트레일리아 포병대, A야전포대
- 왕립공군
  - 낙하산병 훈련부대

## 우크라이나
- 제1공중강습사단
- 제25독립공수여단
- 제45공중강습여단
- 제46공중강습여단
- 제79공중강습여단
- 제80공중강습여단
- 제81공중기동여단
- 제95공중강습여단

## 이란
- 제55공수여단
- 제65공수특전여단

## 이집트
- 제414낙하산여단

## 이탈리아
- 제80공수사단 라스페치아
- 제184공수사단 넴보
- 제185공수사단 폴고레
  - 폴고레 공수여단; 1963년 ~ 현재
    - 제185낙하산포병연대; 2013년 ~ 현재
- 제9낙하산강습연대; 1953년 ~ 현재
- 제4알피니낙하산연대; 2004년 ~ 현재
- 제1낙하산카라비니에리연대 "투스카니아"

## 인도
- 영국령 인도
  - 제44인도공수사단
  - 제14착륙여단; 1944년 ~ 1947년, 파키스탄 육군으로 전속.
  - 제50인도낙하산여단; 1941년 ~ 현재
  - 제77인도낙하산여단; 1942년 ~ 1945년
- 인도
  - 제50낙하산여단; 1941년 ~ 현재
  - 낙하산연대 (인도)

## 일본
- 일본 제국 육군 정진부대
  - 제1정진집단
  - 정진연대
- 일본 제국 해군
  - 정진부대
  - 요코스카 진수부 - 제1,3특별육전대
- 육상자위대
  - 제1공정단
  - 특수작전군

## 중국

### 중화인민공화국
- 특종부대
- 인민해방군 공군
  - 공강병군

### 중화민국
- 육군
  - 특종작전지휘부

## 카자흐스탄
- 제36공중기동여단

## 캄보디아
- 프랑스령 인도차이나
  - 제1크메르낙하산연대; 1952년 ~ ?
- 제911특전연대

## 캐나다
- 캐나다 특수작전연대; 2006년 ~ 현재
- 캐나다 공수연대; 1968년 ~ 1995년
- 제1캐나다낙하산대대; 1942년 ~ 1945년
- 왕립캐나다연대, 3대대; 1970년 ~ 현재
- 캐나다 SAS중대; 1947년 ~ 1949년
- 여왕의 캐나다 소총대, 낙하산예비중대

## 폴란드
- 제1독립공수여단; 1941년 9월 23일 ~  1947년 6월 30일
- 제6공수여단

## 프랑스
- 프랑스 육군
  - 프랑스 육군 특수작전사령부
  - 제10낙하산사단; 1956–1961년, 알제리 쿠데타
  - 제24공수사단; 1945-1945년
  - 제25공수사단; 1946–1948년
  - 제25낙하산사단; 1956–1961년, 알제리 쿠데타
  - 제4공중기동여단; 1999-2010년
  - 제11낙하산여단; 1961년-현재
  - 제1낙하산검기병연대; 1945년-현재
  - 제1낙하산엽기병연대; 1943년-현재
  - 제9낙하산엽기병연대; 1562년-현재
  - 제13낙하산용기병연대; 1676년-현재
  - 제17낙하산공병연대; 1944년-현재
  - 코만도낙하산집단
- 에트랑제
  - 제1외인낙하산연대; 1955-1961년, 알제리 쿠데타
  - 제2외인낙하산연대; 1948-현재
  - 제3외인낙하산연대; 1955-1955년
  - 제22외인낙하산연대
  - 제35낙하산포병연대
- 해병대
  - 제1낙하산해병보병연대; 1940-현재
  - 제2낙하산해병보병연대; 1947-현재
  - 제3낙하산해병보병연대; 1948-현재
  - 제6낙하산해병보병연대; 1948-1998년
  - 제8낙하산해병보병연대; 1951-현재
- 해군
  - 해군코만도
- 공군
  - 공군푸질러코만도
- 국가헌병대
  - 국가헌병개입단

## 피지
- 특수작전중대

## 핀란드
- 핀란드 육군
  - 우티 엽병연대
    - 특수경보병대대
      - 낙하산경보병중대
      - 특수병력중대
- 핀란드 해군
  - 해안여단 특수작전부